# Ла Валле-Пуссен, Луи де
Луи Этьен Жозеф Мари де Ла Валле-Пуссен (фр. Louis de La Vallée-Poussin; 1869—1938) — французский и бельгийский филолог, индолог, буддолог и педагог; первый в Европе специалист по ваджраяне. Член Королевской академии наук и искусств Бельгии, член Института Франции.

## Биография
Луи Этьен Жозеф Мари де Ла Валле-Пуссен родился 1 января 1869 года в городе Льеже; его отец был французом, а мама бельгийкой (позднее он перешёл в бельгийское подданство). В 1884 году поступил в университет в родного города который успешно окончил в 1888 году. Его научное дарование позволило ему уже в девятнадцатилетнем возрасте получить степень доктора наук.
С 1888 по 1890 год он совершенствовал познания в авестийском языке, санскрите и пали в Лёвенском университете под началом Шарля де Харле (фр. Charles de Harlez; 1832—1899) и Филиппа Колине (фр. Philippe Colinet). После этого он перебрался в столицу Франции и в Сорбонне продолжил образование под руководством Сильвена Леви и Виктора Анри.
В 1891 году Валле-Пуссен сам возглавил кафедру санскрита в альма-матер и при этом брал уроки авестийского языка у профессора Лейденского университета Йохана Хендрика Каспара Керна.
В 1893 году, уже будучи гражданином Бельгии, учёный перешёл в Гентский университет, где преподавал студентам сравнительную грамматику греческого и латинского языков. В этой должности он проработал более 35-ти лет, пока не вышел в 1929 году на пенсию.
После начала Первой мировой войны Валле-Пуссен переехал в Англию, где читал лекции для бельгийских студентов в Оксфорде и Кембридже.
С 3 декабря 1916 года стал членом-корреспондентом Петербургской академии наук по отделению исторических наук и филологии (по разряду восточной словесности).
В 1921 году он основал Бельгийское общество востоковедения и стал его председателем.
Луи Этьен Жозеф Мари де Ла Валле-Пуссен умер 18 февраля 1938 года в городе Брюсселе.

## Избранная библиография
- Bouddhisme, études et matériaux: Ādikarmapradīpa, Bodhicaryāvatāratīkā. Éd. Luzac & co., 1898.
- Les Conciles Bouddhiques, Extrait du "Muséon", Louvain, J.B. Istas, 1905
- Bodhicaryavatara: Introduction a la pratique des futurs Bouddhas; pòeme de Çantideva, Paris, Librairie Bloud 1907. Traduit du sanscrit.
- Le védisme : notions sur les religions de l'Inde, Librairie Bloud, Paris, 1909
- Bouddhisme: opinions sur l'histoire de la dogmatique. Leçons faites à l'Institut catholique de Paris en 1908, Volume 2 de Études sur l'histoire des religions. Éd. G. Beauchesne & cie, 1909.
- Madhyamakavatara par Çandrakirti, traduction tibétaine, St. Pétersbourg Impr. de l'Académie impériale des sciences, 1912
- Bouddhisme, Etudes et Matériaux : la théorie des douze causes, Faculté de Philosophie et de Lettres, Université de Gand, 1913
- L’Abhidharmakośa de Vasubandhu, Louvain, 1924
- Documents d'Abhidharma: La controverse du temps, les deux, les quatre, les trois vérités, Bruges, Belgique: Imprimerie Sainte Catherine.
- Documents d'Abhidharma: 2. La doctrine des refuges : 3. Le corps de l'Arhat est-il pur ?
- Fragment final de la Nilakanthadharani en brahmi et en transcription sogdienne, avec Robert Gauthiot, Londres, 1912
- Dynasties et histoire de l'Inde depuis Kanishka jusqu'aux invasions musulmanes, Volume 6, Partie 2 de Histoire du monde. Éd. de Boccard, 1935.
- Études et textes tantriques Pañcakrama. Éd. H. Engelcke, 1896.
- Indo-Européens et Indo-Iraniens: l'Inde jusque vers 300 av. J.-C., Volume 1. Éd. de Boccard, 1936.
- L'Inde aux temps des Mauryas et des barbares, Grecs, Scythes, Parthes et Yue-tchi, Volume 6,Partie 1, Histoire du monde. Éd. de Boccard, 1930.
- La morale bouddhique. Éd. Nouvelle librairie nationale, 1927.
- Nirvâṇa. Éd. Dharma, 2001. ISBN 9782864870357
- Vijñaptimātratāsiddhi : La siddhi de Xuanzang|Hiuantsang. Éd. P. Geuthner, 1928.